# Casa Pubill (Surri)
La Casa Pubill és una obra de Vall de Cardós (Pallars Sobirà) inclosa a l'Inventari del Patrimoni Arquitectònic de Catalunya.

## Descripció
Gran casa pairal d'aspecte força imponent que domina Ribera de Cardós des de Surri. Forma un gran rectangle a quatre vents cobert per un ampli llosat a quatre aigües en el qual s'obren algunes llucanes.
La porta principal es troba a la façana nord, en un petit carreró. És d'arc de mig punt dovellada i conserva encara els batents i els forrellats originals.
A les façanes est i sud s'obren la major part d'obertures. Per aquests costats la casa, formada per planta baixa i dos pisos, s'aixeca sobre un alt contrafort que salva el fort desnivell del terreny. A migdia s'obre en el primer pis una gran galeria tancada per vidres. Els murs exteriors són arrebossats excepte al parament oest.